# Можайское сельское поселение
Можайское сельское поселение — муниципальное образование в Каширском районе Воронежской области.
Административный центр — село Можайское.

## Административное деление
Состав поселения:
- село Можайское,
- посёлок Ильича,
- посёлок Коммуна,
- хутор Михалёвский,
- посёлок Степной.